# Volkswagen Group

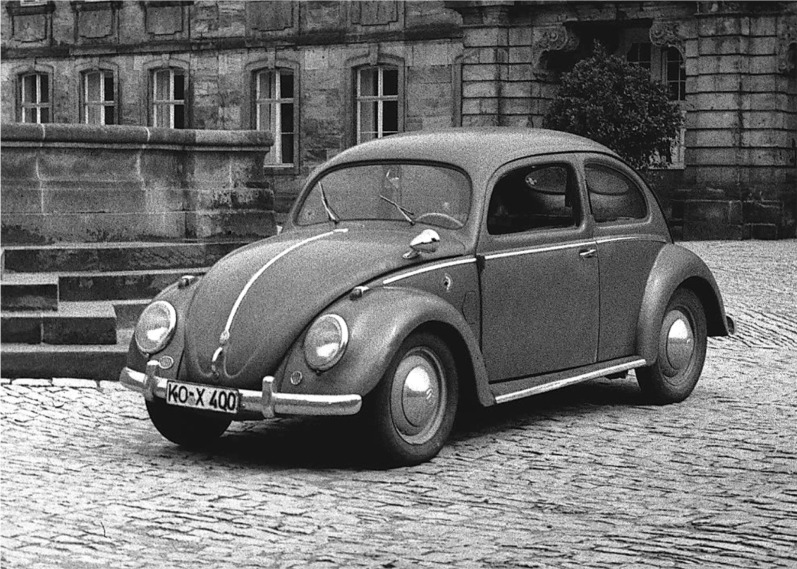
Pierwszy samochód koncernu – Volkswagen Typ 1

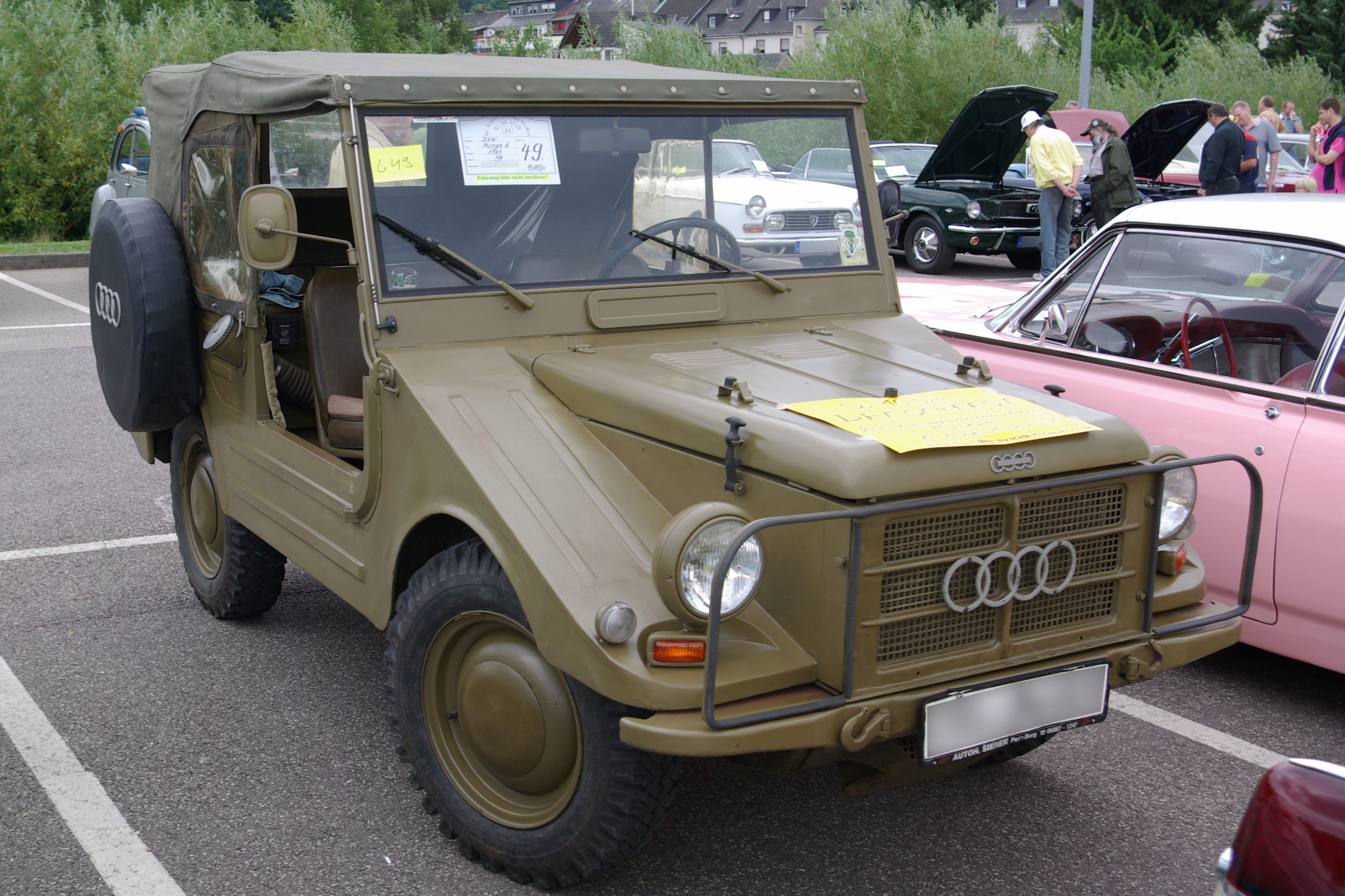
Auto Union Munga

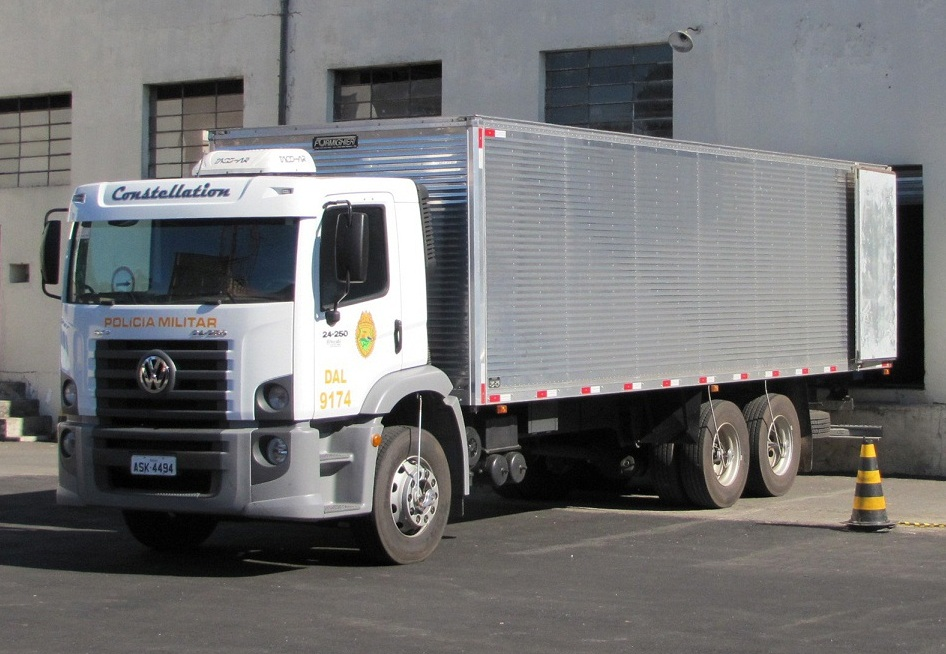
Volkswagen Constellation

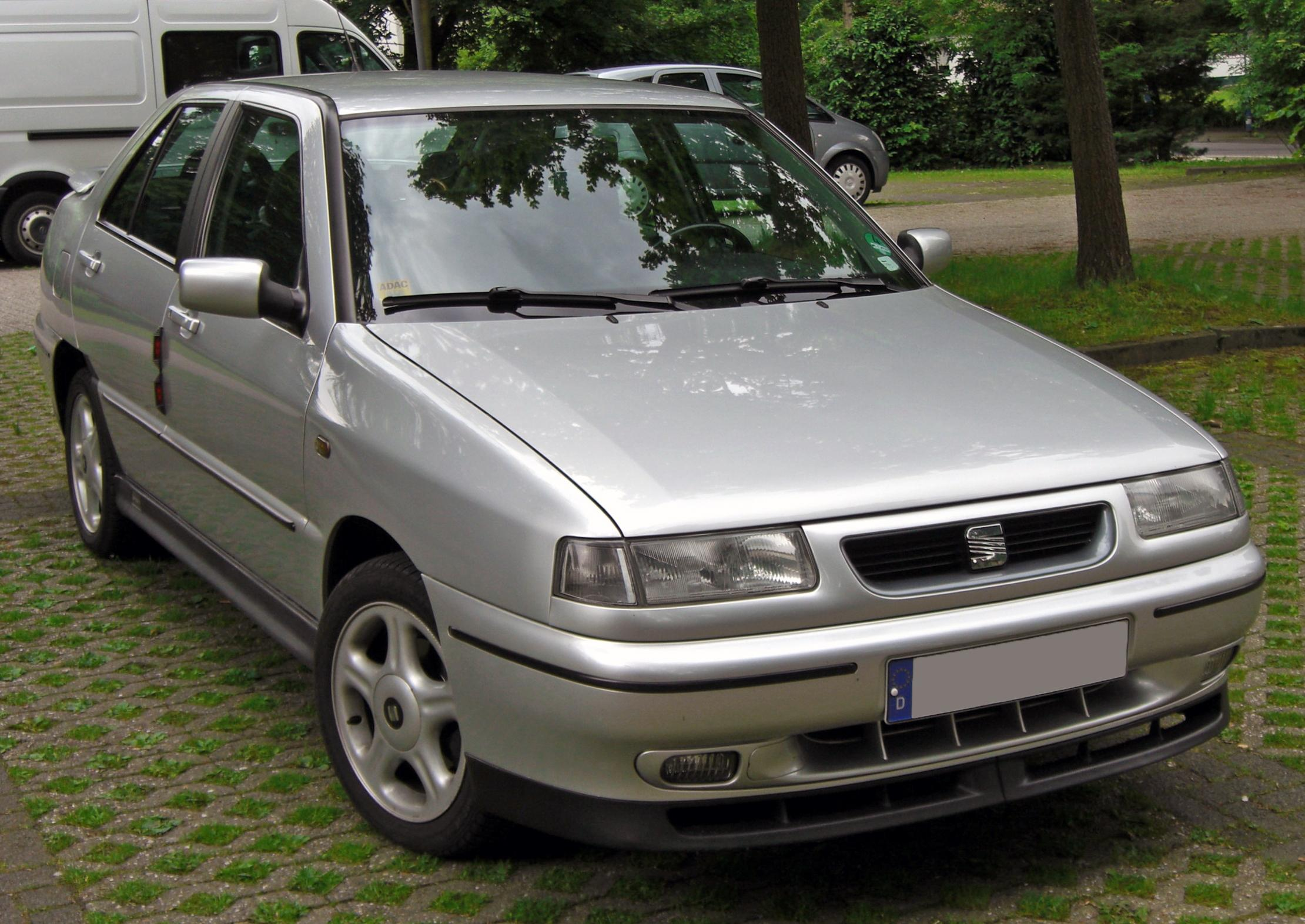
SEAT Toledo

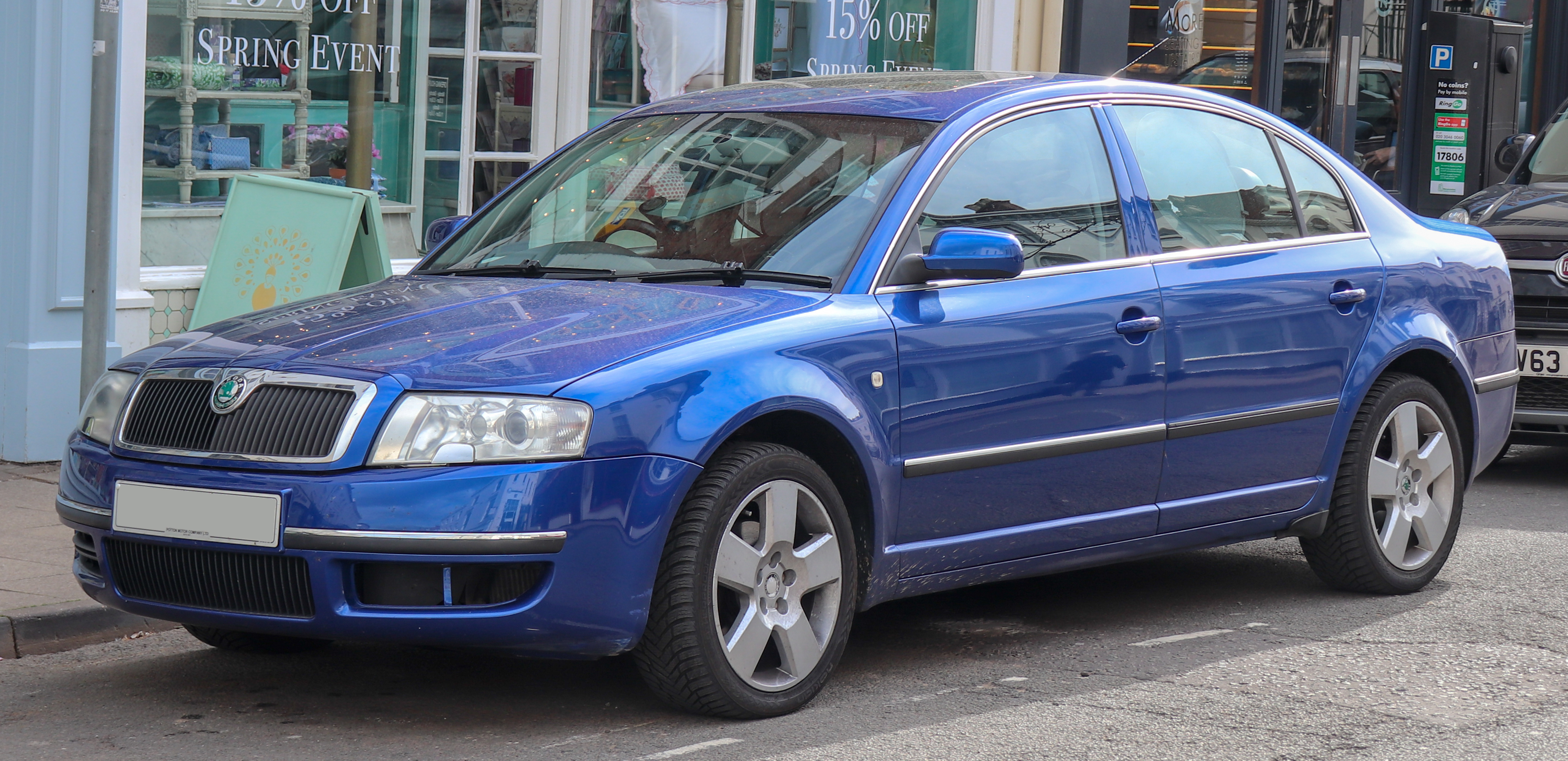
Škoda Superb

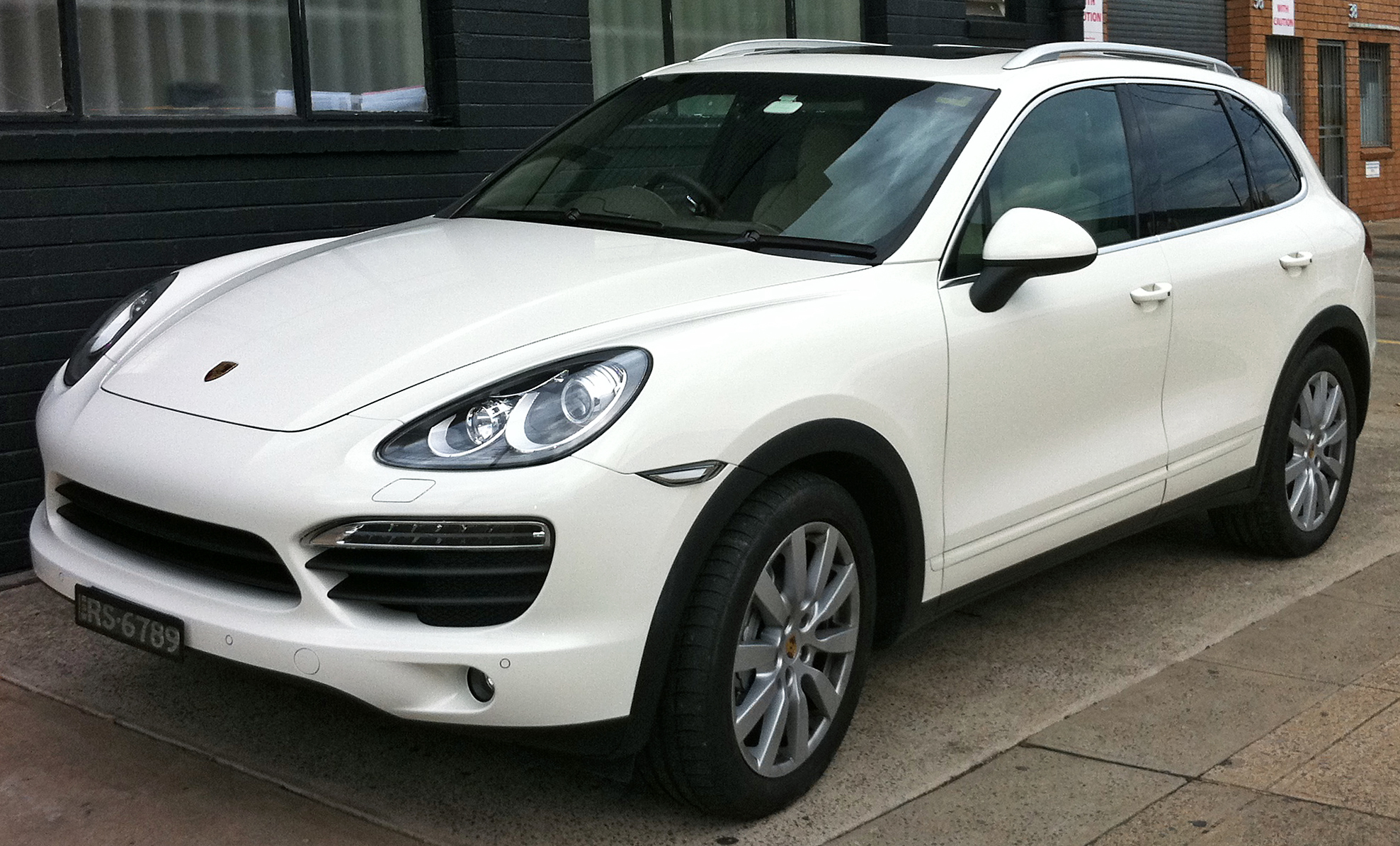
Porsche Cayenne

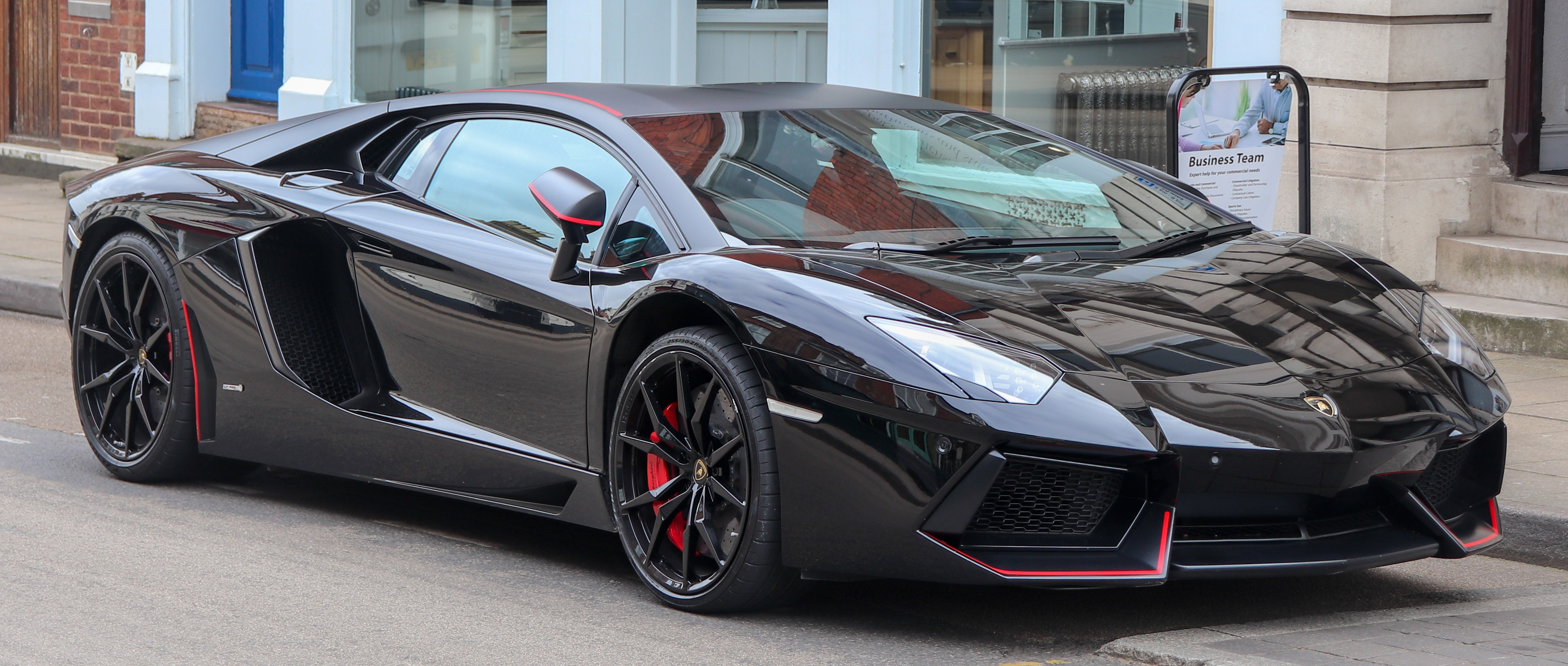
Lamborghini Aventador

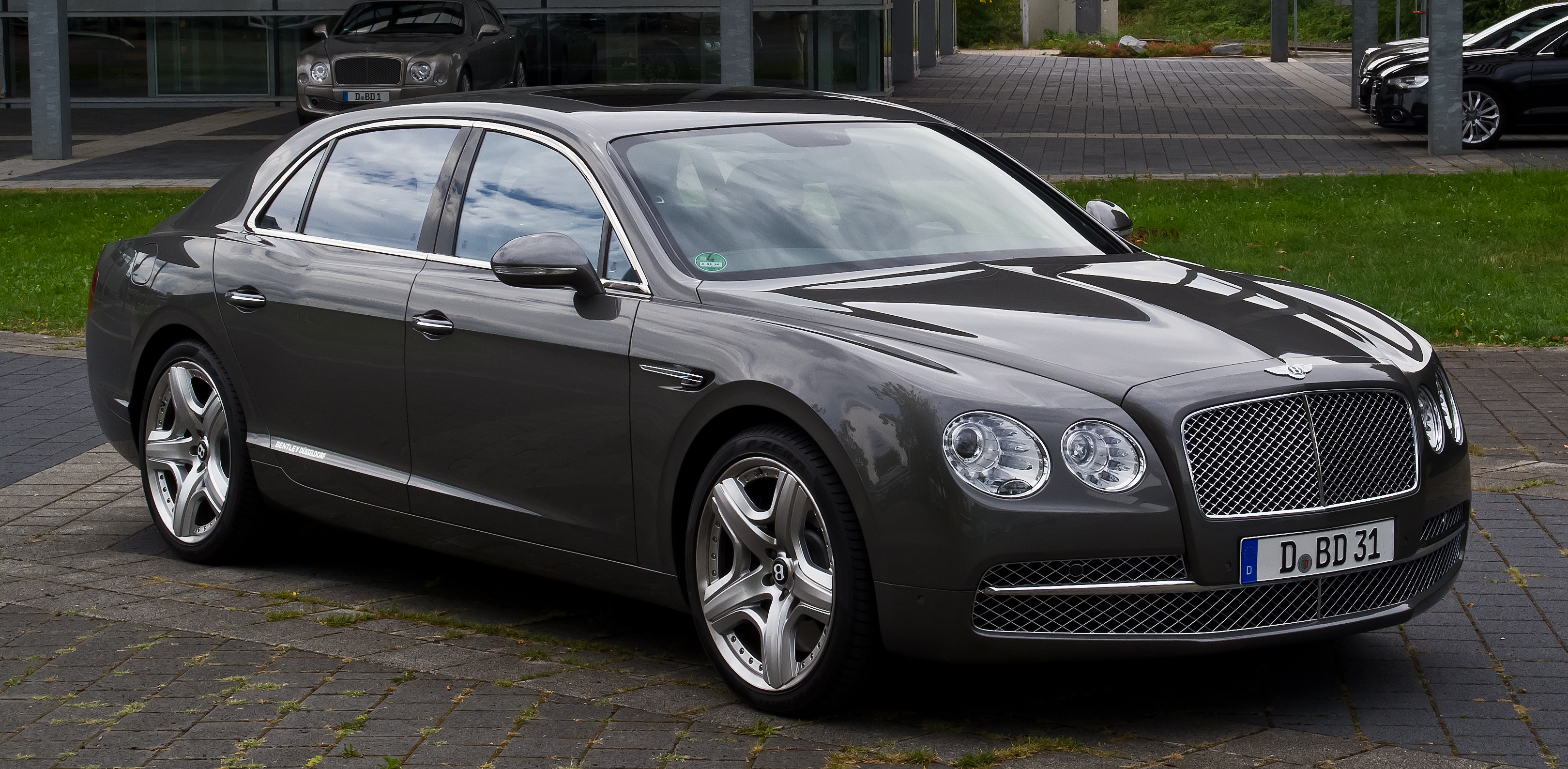
Bentley Flying Spur

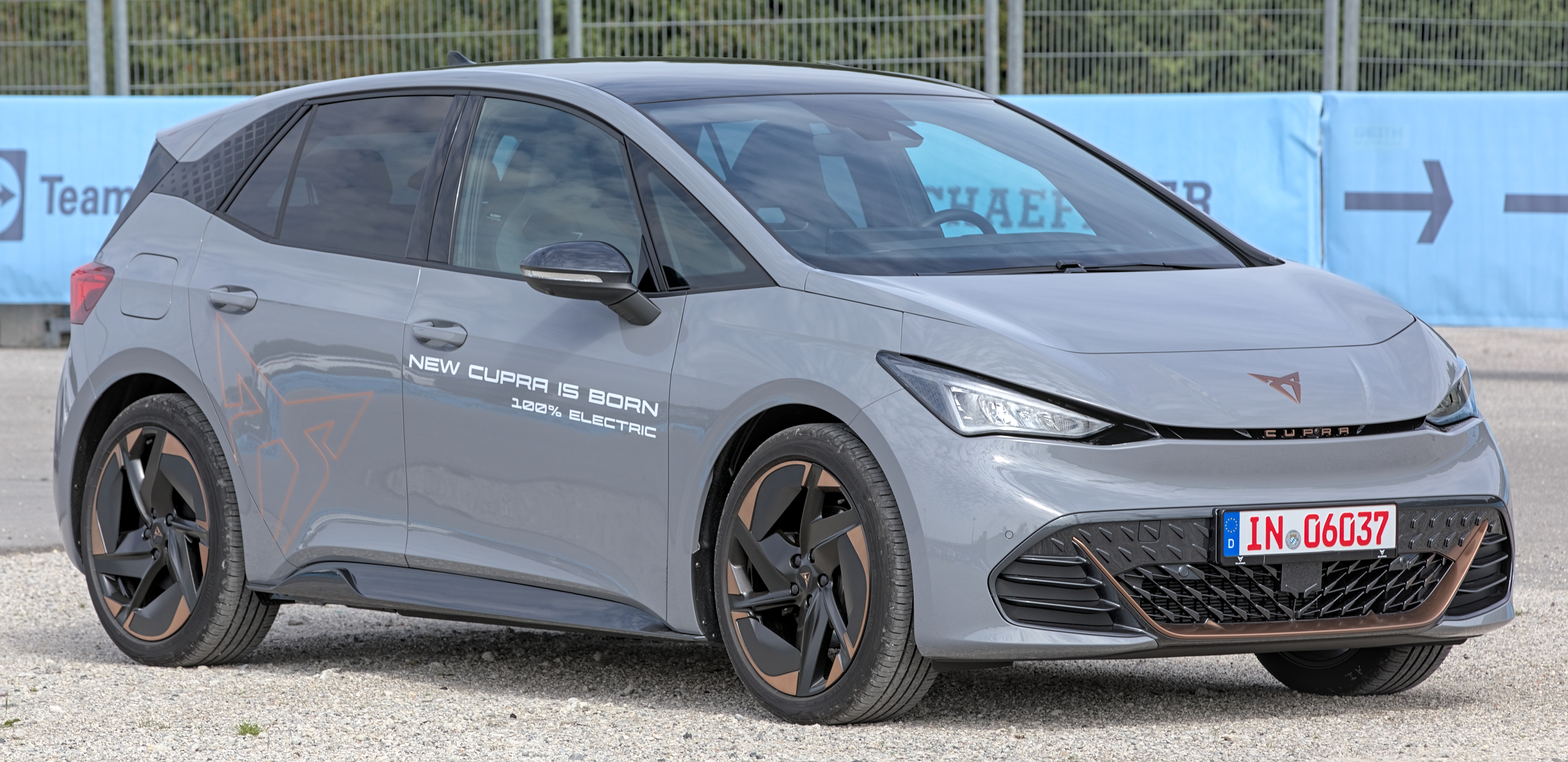
Cupra Born

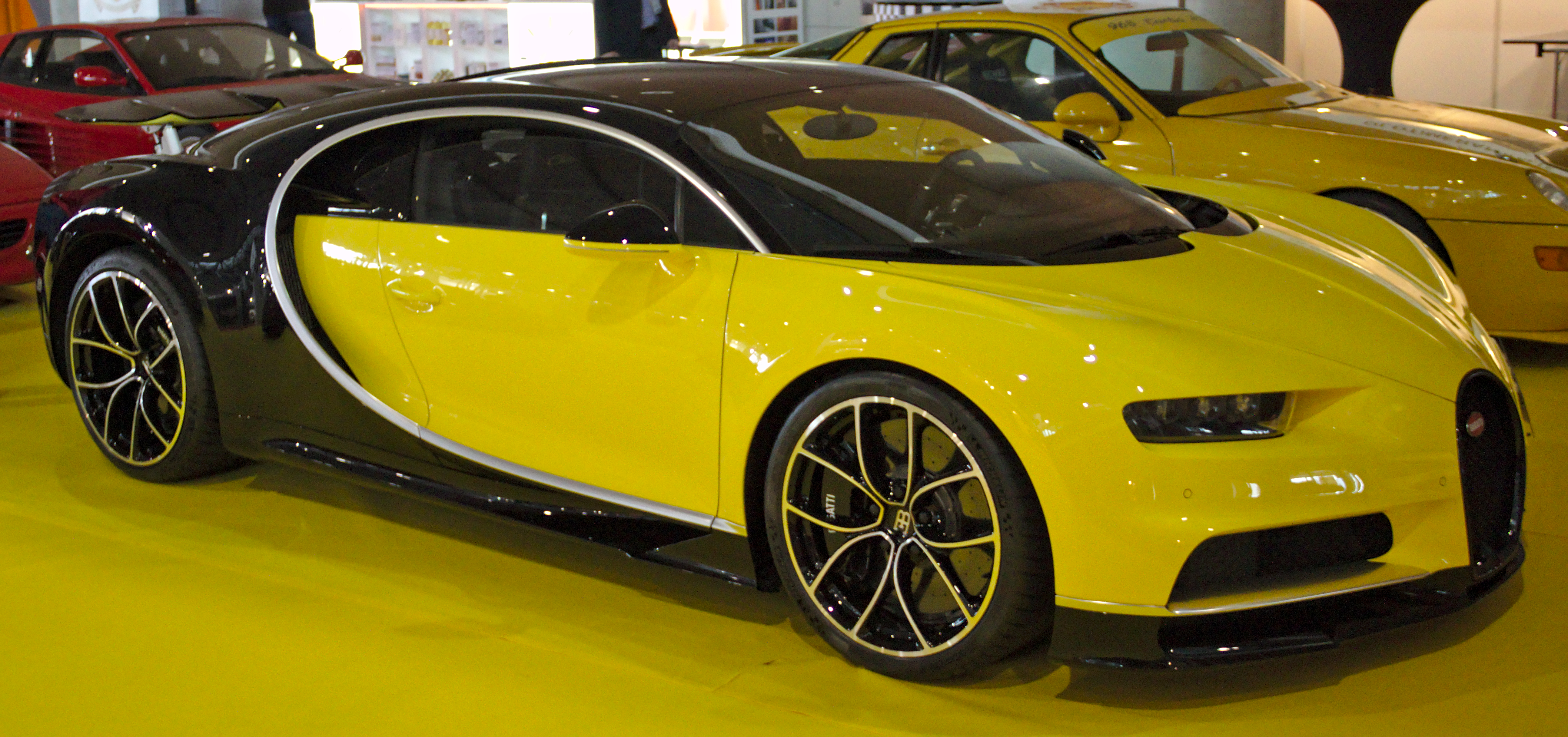
Bugatti Chiron

Volkswagen Group – niemiecki koncern motoryzacyjny z siedzibą w Wolfsburgu w Dolnej Saksonii założony w 1937 roku.
Posiada on 48 zakładów produkcyjnych na całym świecie. Działa w 154 państwach za pośrednictwem 175 spółek. W 2016 roku ze sprzedażą na poziomie 10,31 mln samochodów został pierwszy raz w historii największym producentem samochodów na świecie i utrzymał ten tytuł w 2017 roku zwiększając sprzedaż do 10,74 mln samochodów. Koncern jest w większości własnością austriackich rodzin Porsche i Piëch, które kontrolują go za pośrednictwem Porsche Automobil Holding SE.

## Historia

### XX wiek
Historia koncernu Volkswagen rozpoczęła się w 1931 roku, kiedy przedsiębiorstwo Zündapp zwróciło się do Ferdinanda Porsche o przygotowanie projektu taniego samochodu. Ukryto go pod nazwą Typ 12. Rozwinięciem tego projektu była współpraca z przedsiębiorstwem NSU, która zaowocowała prototypem Typ 32. W 1933 roku F. Porsche poznał Adolfa Hitlera, który zażyczył sobie, by Porsche stał się nadwornym konstruktorem ówczesnych Niemiec. 17 kwietnia 1934 roku Ferdinand Porsche zaprezentował niemieckiemu rządowi projekt samochodu – legendarnego Garbusa. Była to odpowiedź na oczekiwania Hitlera, który domagał się taniego, rodzinnego samochodu. W zamyśle, Hitler chciał odciążyć kolej, która była z roku na rok coraz bardziej niewydolna. Po wielu zbudowanych prototypowych modelach (konkretnie było ich 9) zatwierdzono w 1938 roku do produkcji seryjnej w przyszłej fabryce VolkswagenWerk GmbH projekt „Porsche typ 60”. O prawdziwości tych zapowiedzi miała świadczyć oficjalna uroczystość państwowa, jaka odbyła się 26 maja 1938 roku w Fallersleben (Dolna Saksonia). Wtedy to położono kamień węgielny pod budowę przyszłej fabryki KdF-Wagen (Kraft durch Freude-wagen), a Adolf Hitler ochrzcił pojazd tytułem: „niemiecki samochód ludowy”. Koncern wykorzystywał robotników przymusowych i więźniów obozów koncentracyjnych, w tym obozu Arbeitsdorf.
Od początku istnienia koncernu około 20% jego akcji posiadały władze Dolnej Saksonii, które dzięki specjalnej ustawie uchwalonej w 1960 roku, ograniczającej liczbę głosów do maksymalnie 20% niezależnie od liczby posiadanych akcji, mogły blokować ewentualne wrogie przejęcie VW AG przez konkurencyjne koncerny. Obecnie ten udział uległ obniżeniu. Głównym udziałowcem jest spółka Dr. Ing. h. c. F. Porsche AG, która posiadała 42,6% akcji koncernu Volkswagen AG. Na przełomie lat 2008–2009 zwiększyła te udziały do 50,76%, przejmując kontrolę nad tym przedsiębiorstwem.
W 1991 roku koncern rozpoczął ekspansję w nowych kierunkach – powstało przedsiębiorstwo FAW-Volkswagen Automotive Company, Ltd z siedzibą w Changchun w Chinach, w którym Volkswagen AG ma 40% udziałów. W tym samym roku Volkswagen trafił do Polski – powstało przedsiębiorstwo Kulczyk Tradex z siedzibą w Poznaniu – polski importer samochodów Volkswagen i Audi, a od 1996 roku również Porsche.
W marcu 1991 roku utworzono przedsiębiorstwo Volkswagen Finanz GmbH, które pod firmą Volkswagen Financial Services AG funkcjonuje do dzisiaj oferując różnego typu usługi finansowe (leasing, ubezpieczenia, kredyty), a także umożliwiając zdobycie najkorzystniejszych źródeł finansowania.
We wrześniu 1998 roku Volkswagen AG utworzył humanitarny fundusz pomocy w wysokości 20 milionów marek, przeznaczony dla robotników przymusowych pracujących podczas II wojny światowej w byłej spółce Volkswagen.

### XXI wiek
31 maja 2000 roku powstało w Wolfsburgu Autostadt – „miasteczko koncernu Volkswagen”, w którym odwiedzający mogą przyjrzeć się osiągnięciom koncernu w dziedzinie motoryzacji oraz interesująco spędzić wolny czas. Klienci odbierają tu kupione przez siebie samochody, które czekają na nich w jednej z dwóch szklanych wież – symbolach Autostadt.
1 stycznia 2009 roku MAN SE przejął od przedsiębiorstwa Volkswagen AG spółkę Volkswagen Caminhōes e Ônibus (zwaną też Volkswagen Truck & Bus) z siedzibą w Resende w stanie Rio de Janeiro w Brazylii.
We wrześniu 2015 ujawniona została tzw. afera Volkswagena, związana z procederem montowania w samochodach produkowanych przez Volkswagen AG oprogramowania pozwalającego na manipulację wynikami pomiarów emisji z układu wydechowego.
Koncern jest głównym sponsorem klubu piłkarskiego VfL Wolfsburg.

## Udziały[14]

### Akcjonariat koncernu
- 52,2% – Porsche Automobil Holding SE(inne języki)
- 20,01% – władze Dolnej Saksonii
- 17,00% – Qatar Holding
- 9,87% – pozostali udziałowcy

### Struktura spółek
- Audi AG – 100%
  - Automobili Lamborghini S.p.A. – 100%
    - Italdesign Giugiaro S.p.A. – 90,1% – przedsiębiorstwo wzorniczo-producenckie

  - Ducati S.p.A. – 100% – producent motocykli
- Seat S.A. – 100%
- Bentley Motors Limited – 100%
- Škoda Auto – 100%
- Volkswagen Passenger Cars – 100%
- Volkswagen Commercial Vehicles – 100% – samochody dostawcze, kontrola nad Scanią i udziałami w MAN
- Scania AB – 100% – samochody ciężarowe
- Wilhelm Karmann GmbH – VW wykupił zakłady w Osnabrück
- Dr. Ing. h.c. F. Porsche AG – 100%
- MAN SE – 94,36% – samochody ciężarowe
- Volkswagen Group China(inne języki) – lista spółek wchodzących tylko w skład filii VW w Chinach
  - Volkswagen Investment Company Ltd. – 100%
  - Volkswagen Transmission Company Ltd. – 60%
  - Volkswagen Automatic Transmission Company Ltd. – 100%
  - Volkswagen FAW Platform Company Ltd. – 60%
  - Shanghai Volkswagen Powertrain Company Ltd. – 60%
  - Volkswagen FAW Engine Company Ltd. – 60%
  - SAIC-Volkswagen Sales Company Ltd. – 30%
  - FAW-Volkswagen Sales Company Ltd. – 99% FAW-VW
  - Volkswagen Import Company – 100%
  - Volkswagen Finance Company Ltd. – 100%
  - Volkswagen Bejing Center Company Ltd. – 70%

## Struktura koncernu

### Marki
- Volkswagen – niemiecka marka samochodów powstała w 1938 roku,
- Audi – niemiecka marka samochodów powstała w 1909 roku, kupiona przez Volkswagena w 1964 roku,
- SEAT – hiszpańska marka samochodów powstała w 1953 roku, kupiona przez Volkswagena w 1990 roku,
- Škoda – czeska marka samochodów powstała w 1895 roku, kupiona przez Volkswagena w 1991 roku,
- Volkswagen Commercial Vehicles – niemiecki producent samochodów użytkowych wydzielony ze struktury Volkswagena w 1995 roku,
- Lamborghini – włoska marka samochodów sportowych powstała w 1963 roku, kupiona przez Volkswagena w 1998 roku,
- Bentley – brytyjska marka samochodów luksusowych powstała w 1919 roku, kupiona przez Volkswagena w 1998 roku,
- Scania – szwedzka marka pojazdów ciężarowych powstała w 1911 roku, kupiona przez Volkswagena w 2008 roku,
- Porsche – niemiecka marka samochodów sportowo-luksusowych powstała w 1931 roku, kupiona przez Volkswagena w 2009 roku,
- MAN – niemiecka marka samochodów ciężarowych i użytkowych powstała w 1898 roku, kupiona przez Volkswagena w 2011 roku,
- Ducati – włoska marka motocykli powstała w 1926 roku, kupiona przez Volkswagena w 2012 roku,
- Cupra – hiszpańska marka samochodów sportowych wydzielona ze struktury SEATa w 2018 roku,
- Jetta – chińska marka samochodów powstała w 2019 roku,
- Scout – amerykańska marka elektrycznych SUV-ów i pickupów powstała w 2022 roku.

### Spółki joint-venture
- SAIC-Volkswagen – chińsko-niemieckie joint-venture oferujące pojazdy Audi, Škoda i Volkswagen, działające od 1984 roku,
- FAW-Volkswagen – chińsko-niemieckie joint-venture oferujące pojazdy Audi, Jetta i Volkswagen, działające od 1988 roku.

### Historyczne
- Auto Union – niemiecki koncern motoryzacyjny działający w latach 1932–1968, kupiony przez Volkswagena w 1965 roku
  - DKW – niemiecka marka działająca w latach 1905–1966
  - NSU – niemiecka marka samochodów działająca w latach 1873–1969

### Sprzedane
- Bugatti Automobiles – francuska marka hipersamochodów reaktywowana przez Volkswagena w 1998 roku, w 2021 sprzedana firmie Rimac, tworząc joint-venture Bugatti-Rimac, Volkswagen pozostał odtąd jedynie częściowym udziałowcem poprzez Porsche

## Spółki i fabryki

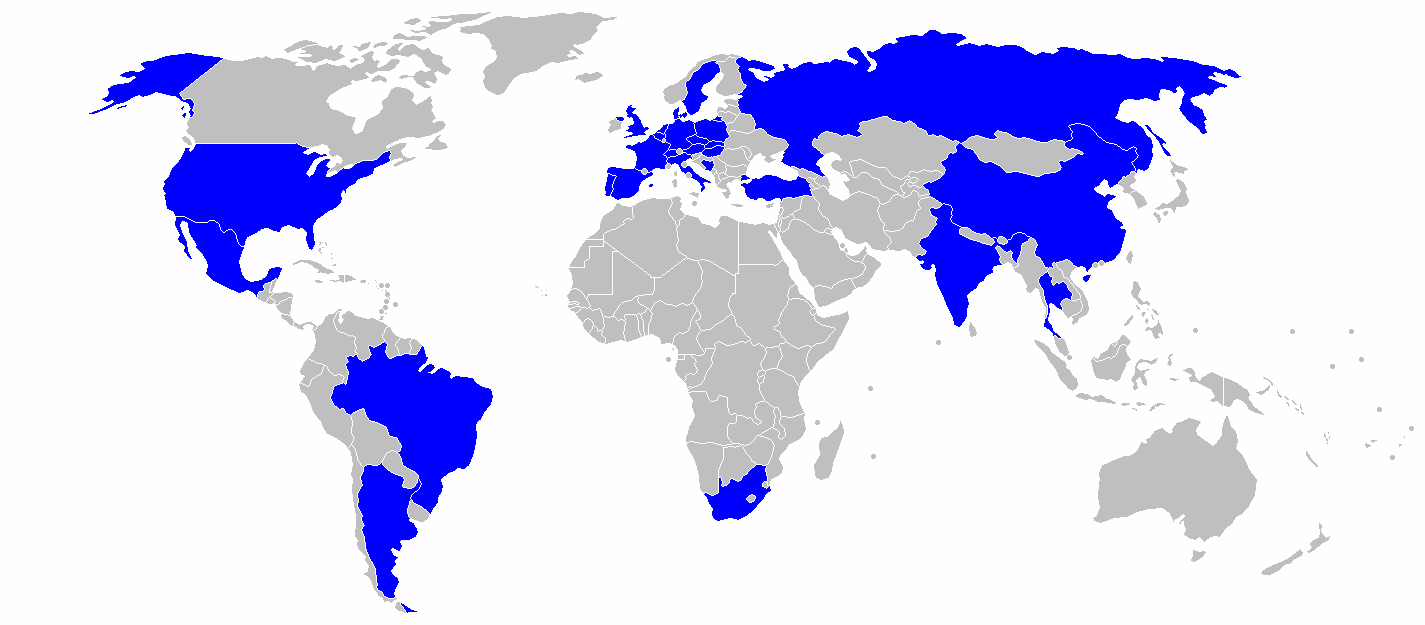
Państwa, w których działają fabryki koncernu

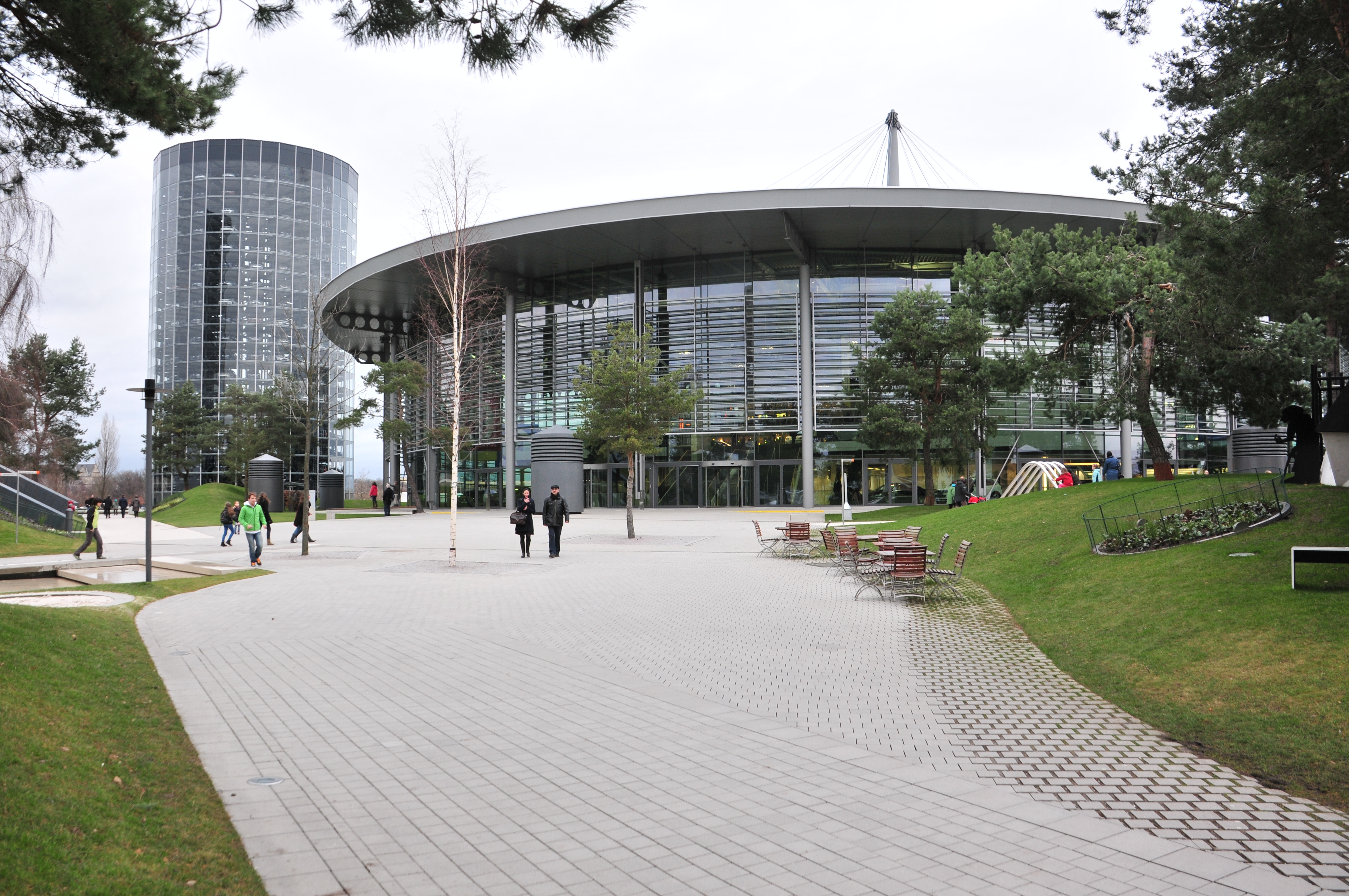
Autostadt – Miasteczko Volkswagena

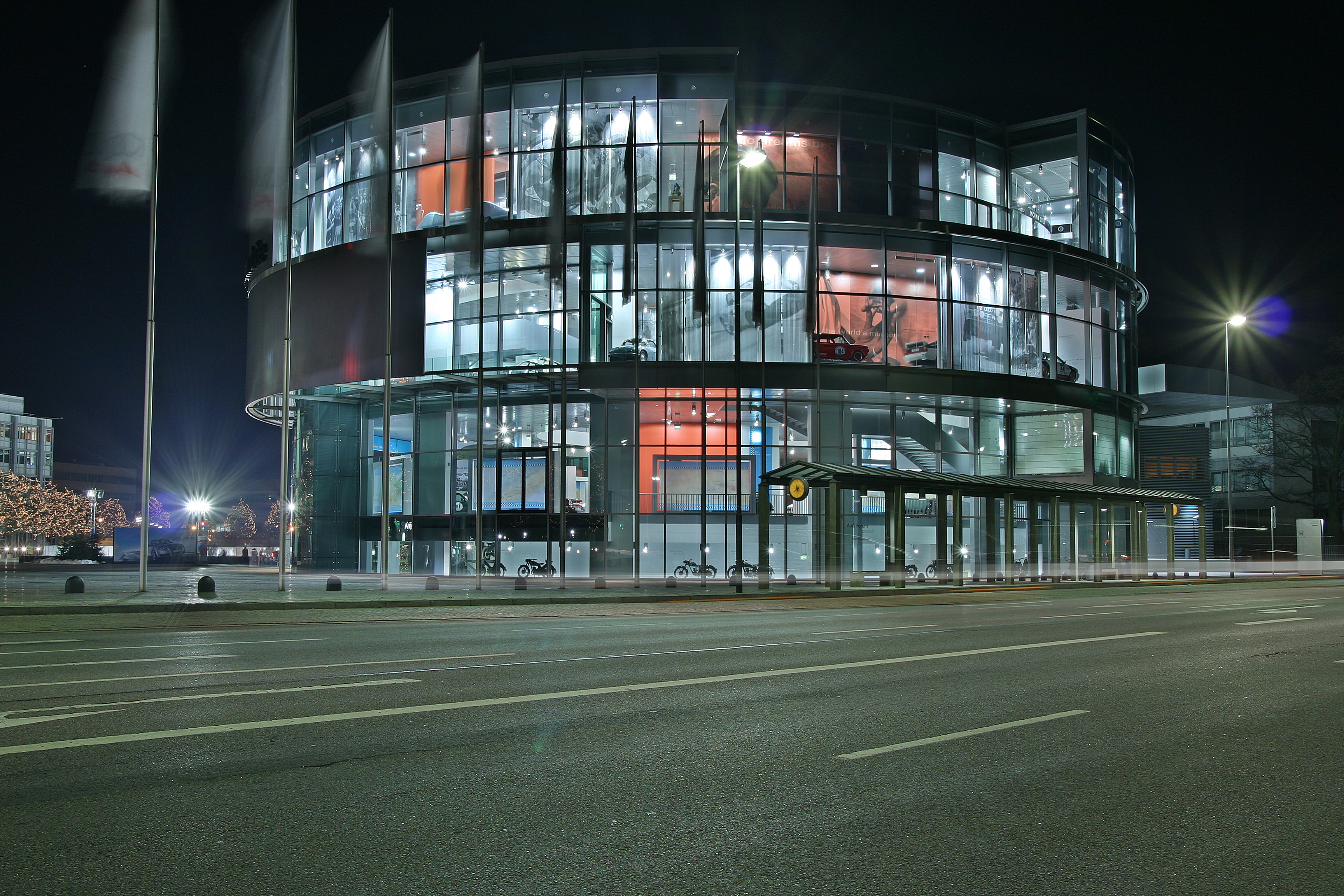
Muzeum Audi w Ingolstadt

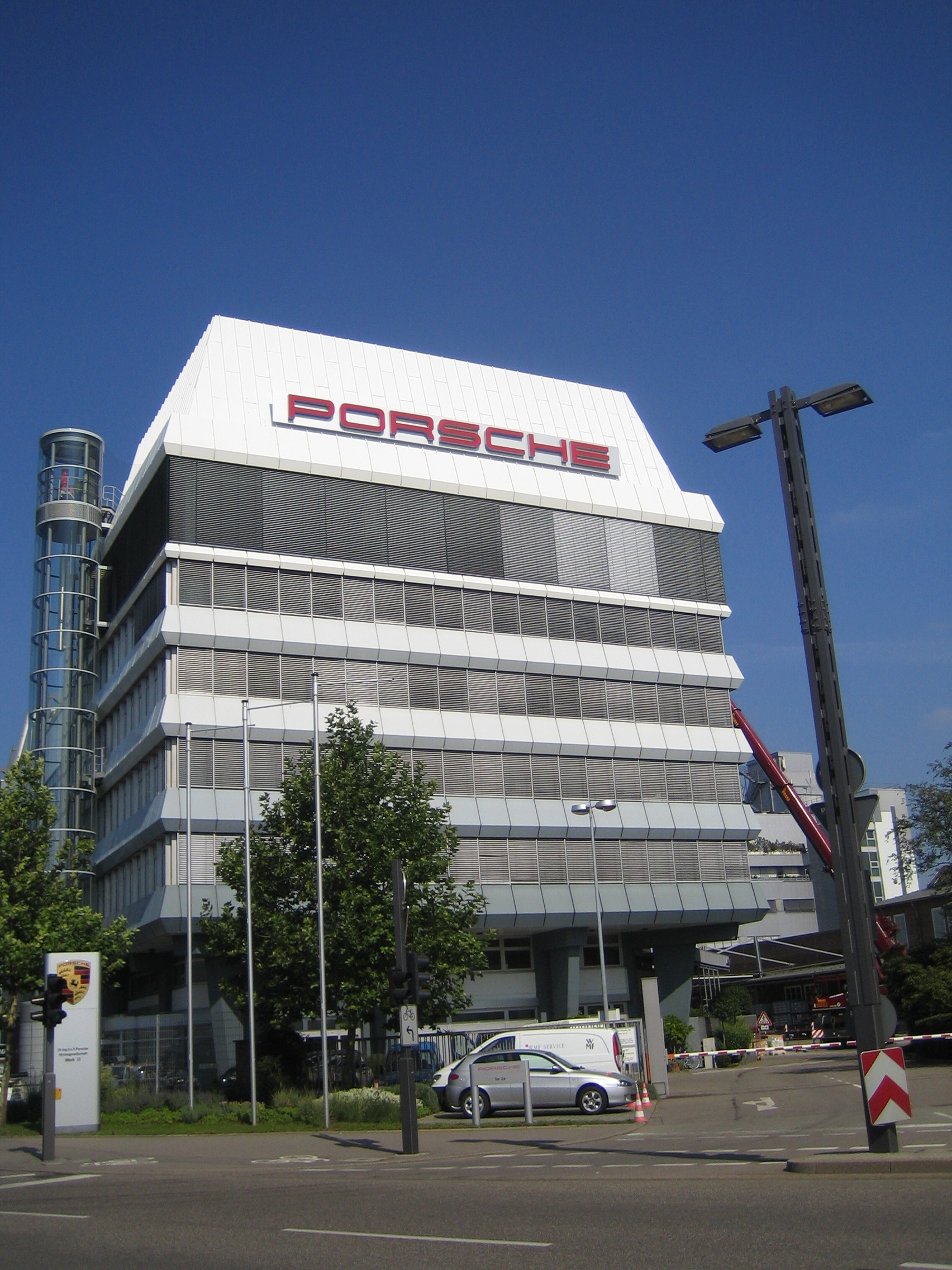
Siedziba Porsche w Stuttgart-Zuffenhausen

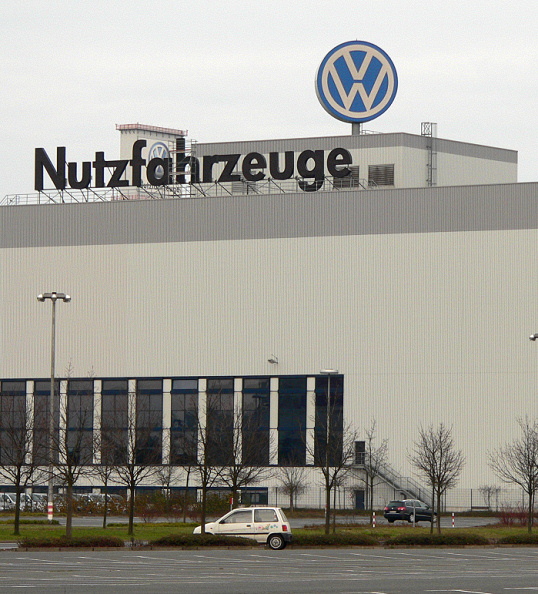
Siedziba Volkswagen Nutzfahrzeuge w Hanowerze

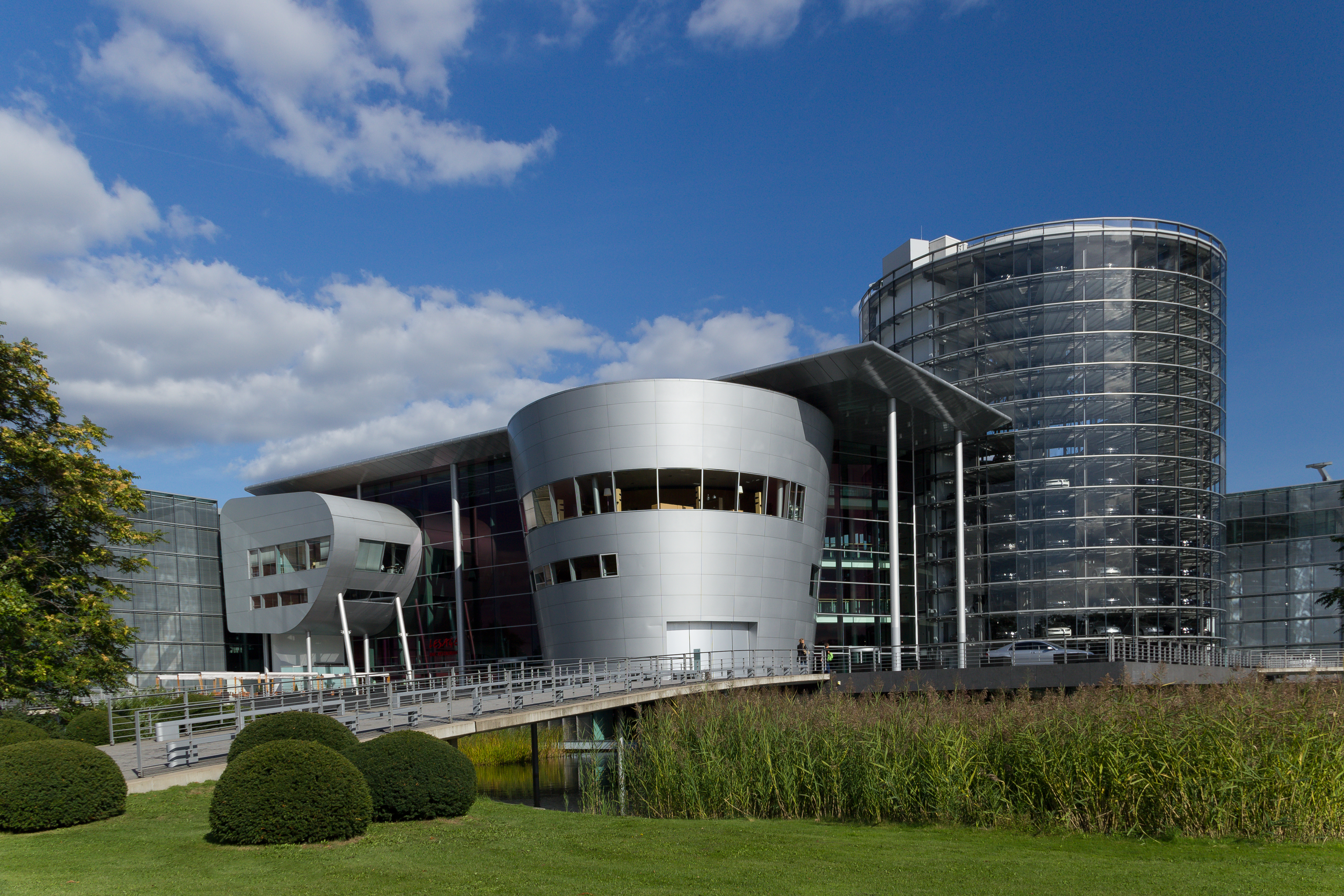
Szklana Manufaktura w Dreźnie

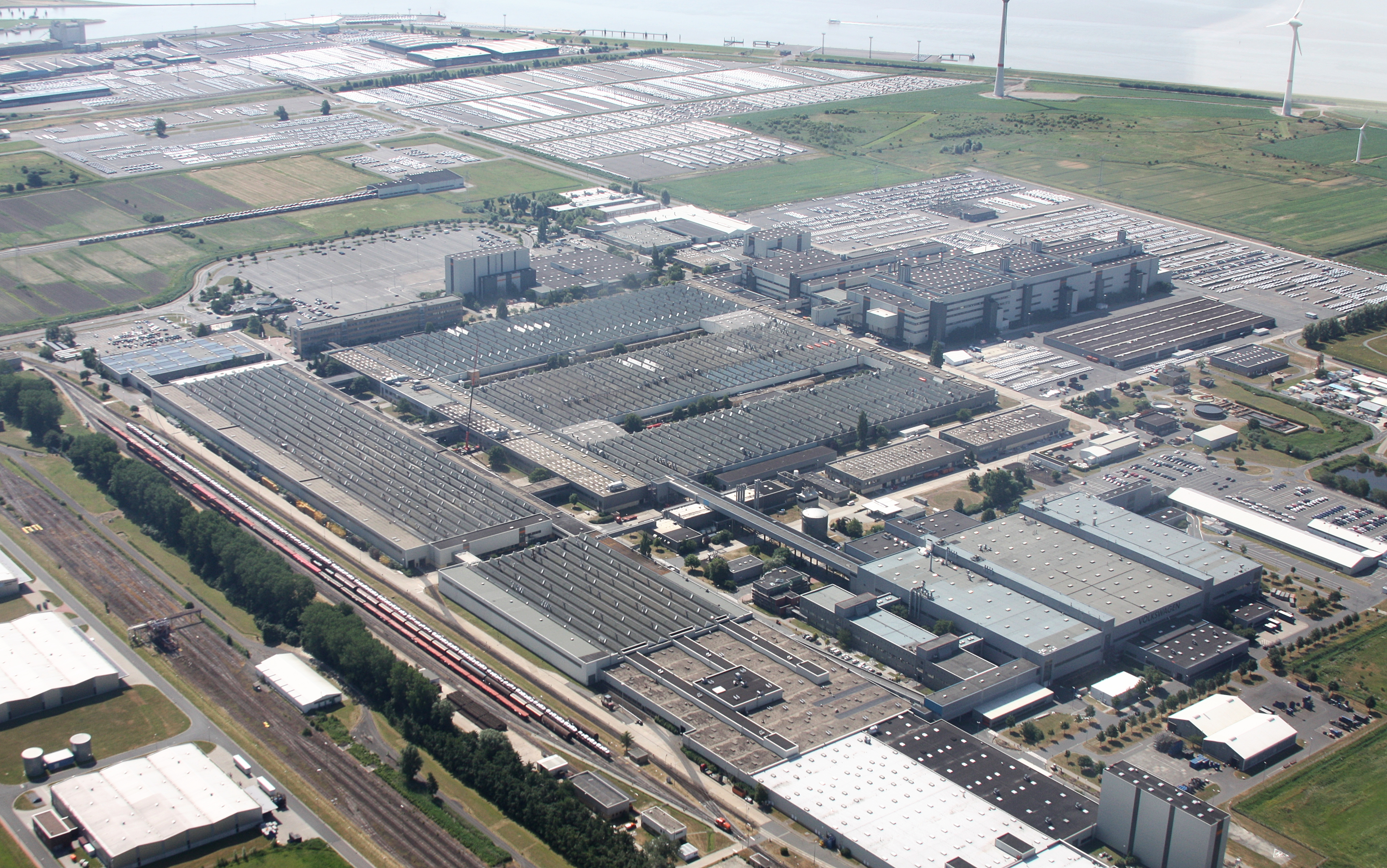
Fabryka Volkswagena w Emden

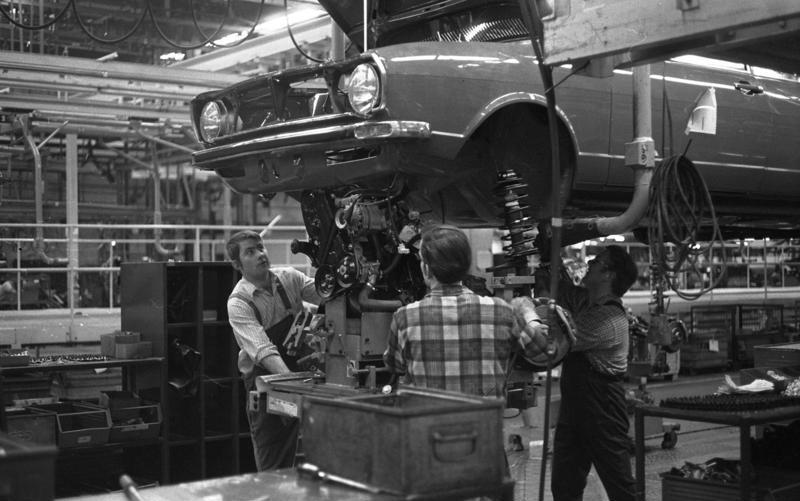
Linia montażowa fabryki w Wolfsburgu

|                      | Spółka                                    | Lokalizacja                                                                    |
| -------------------- | ----------------------------------------- | ------------------------------------------------------------------------------ |
| Europa               |                                           |                                                                                |
| Niemcy               | Audi AG                                   | Neckarsulm Ingolstadt                                                          |
| Niemcy               | Volkswagen AG                             | Wolfsburg Hanower (Volkswagen Nutzfahrzeuge) Kassel Brunszwik Emden Salzgitter |
| Niemcy               | Dr. Ing. h.c. F. Porsche AG               | Stuttgart-Zuffenhausen Lipsk                                                   |
| Niemcy               | Volkswagen Sachsen GmbH                   | Chemnitz Zwickau                                                               |
| Niemcy               | Volkswagen Osnabrück GmbH                 | Osnabrück                                                                      |
| Niemcy               | Autostadt GmbH                            | Wolfsburg                                                                      |
| Niemcy               | Gläserne Manufaktur (Szklana Manufaktura) | Drezno                                                                         |
| Niemcy               | Volkswagen Financial Services AG          | Brunszwik                                                                      |
| Niemcy               | Sitech GmbH                               | Wolfsburg Emden Hanower                                                        |
| Niemcy               | MAN SE                                    | Monachium Augsburg Norymberga Salzgitter Plauen Oberhausen Hanower Rheine      |
| Belgia               | Audi Bruxelles S.A.                       | Bruksela                                                                       |
| Bośnia i Hercegowina | Volkswagen Sarajevo                       | Sarajewo                                                                       |
| Anglia               | Bentley Motors Ltd.                       | Crewe                                                                          |
| Włochy               | Automobili Lamborghini Holding S.p.A.     | Sant’Agata Bolognese                                                           |
| Włochy               | Automobili Lamborghini S.p.A.             | Sant’Agata Bolognese                                                           |
| Włochy               | Lamborghini Artimarca S.p.A.              | Sant’Agata Bolognese                                                           |
| Włochy               | Ducati Motor Holding S.p.A.               | Bolonia                                                                        |
| Polska               | Volkswagen Poznań Sp. z o.o.              | Poznań, Września                                                               |
| Polska               | Scania Production Słupsk S.A.             | Słupsk                                                                         |
| Polska               | Volkswagen Group Polska Sp. z o.o.        | Poznań                                                                         |
| Polska               | Volkswagen Motor Polska Sp. z o.o.        | Polkowice Głogów                                                               |
| Polska               | MAN SE                                    | Niepołomice                                                                    |
| Portugalia           | AutoEuropa Automóveis, Lda.               | Palmela                                                                        |
| Hiszpania            | SEAT, S. A.                               | Barcelona Martorell                                                            |
| Hiszpania            | Gearbox del Prat, S.A.                    | El Prat de Llobregat                                                           |
| Hiszpania            | Volkswagen Navarra, S.A.                  | Pamplona                                                                       |
| Słowacja             | Volkswagen Slovakia, a.s.                 | Bratysława Martin                                                              |
| Czechy               | Škoda Auto a.s.                           | Kvasiny Mladá Boleslav Vrchlabí                                                |
| Ukraina              | OOO Eurocar                               | Sołomonowo                                                                     |
| Węgry                | Audi Hungária Motor Kft.                  | Győr                                                                           |
| Rosja                | OOO Volkswagen Group Rus                  | Kaługa                                                                         |

| Ameryka Północna  |                                                           |              |
| Meksyk            | Volkswagen de México S.A. de C.V.                         | Puebla Silao |
| Stany Zjednoczone | Volkswagen Group of America Chattanooga Operations L.L.C. | Chattanooga  |

| Ameryka Południowa |                            |                                                  |
| Argentyna          | Volkswagen Argentina S.A.  | Córdoba General Pacheco                          |
| Brazylia           | Volkswagen do Brasil Ltda. | Resende São Bernardo do Campo São Carlos Taubaté |
| Brazylia           | Audi Senna Ltda.           | São José dos Pinhais, Curitiba                   |
| Brazylia           | MAN Latin America          | São Paulo, Resende                               |

| Afryka            |                                 |           |
| Angola            | Volkswagen do Angola SARL       | Luanda    |
| Południowa Afryka | Volkswagen of South Africa Ltd. | Uitenhage |
| Kenia             | CMC Motors Group Ltd.           | Nairobi   |

| Azja       |                                                     |             |
| Indie      | Škoda Auto India Pvt. Ltd.                          | Aurangabad  |
| Indie      | Volkswagen India Pvt. Ltd.                          | Chakan      |
| Izrael     | Dead Sea Magnesium Ltd.                             | S'dom       |
| Chiny      | Shanghai Volkswagen Automotive Company Ltd.         | Shanghai    |
| Chiny      | FAW-Volkswagen Automotive Company Ltd.              | Changchun   |
| Chiny      | Volkswagen Transmission Company Ltd.                | Shanghai    |
| Indonezja  | PT. Garuda Matraman Motor                           | Dżakarta    |
| Malezja    | HICOM Automotive Manufacturers (Malaysia) Sdn. Bhd. | Pekan       |
| Kazachstan | Azia Avto OAG                                       | Öskemen     |
| Wietnam    | Liên-A quốc tế                                      | Ho Chi Minh |
| Wietnam    | Công ty ô tô Thế giới                               | Ho Chi Minh |
| Japonia    | Audi Motor Assembly K.K.                            | Tokio       |

## Pozostałe produkty

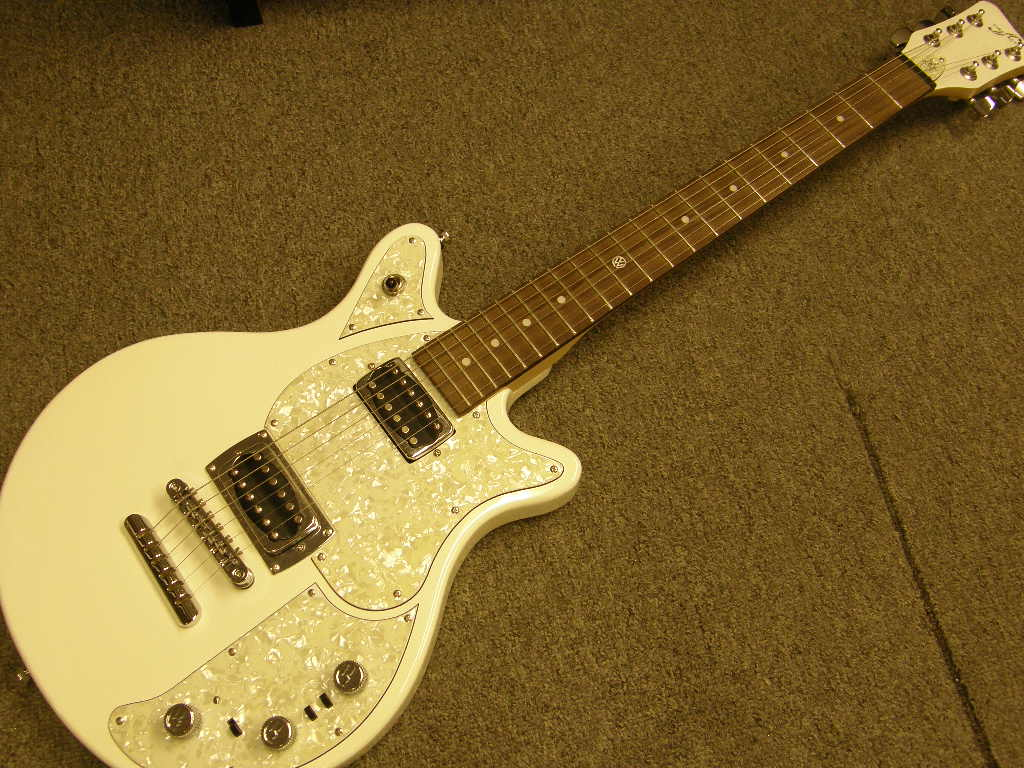
Gitara elektryczna Volkswagen

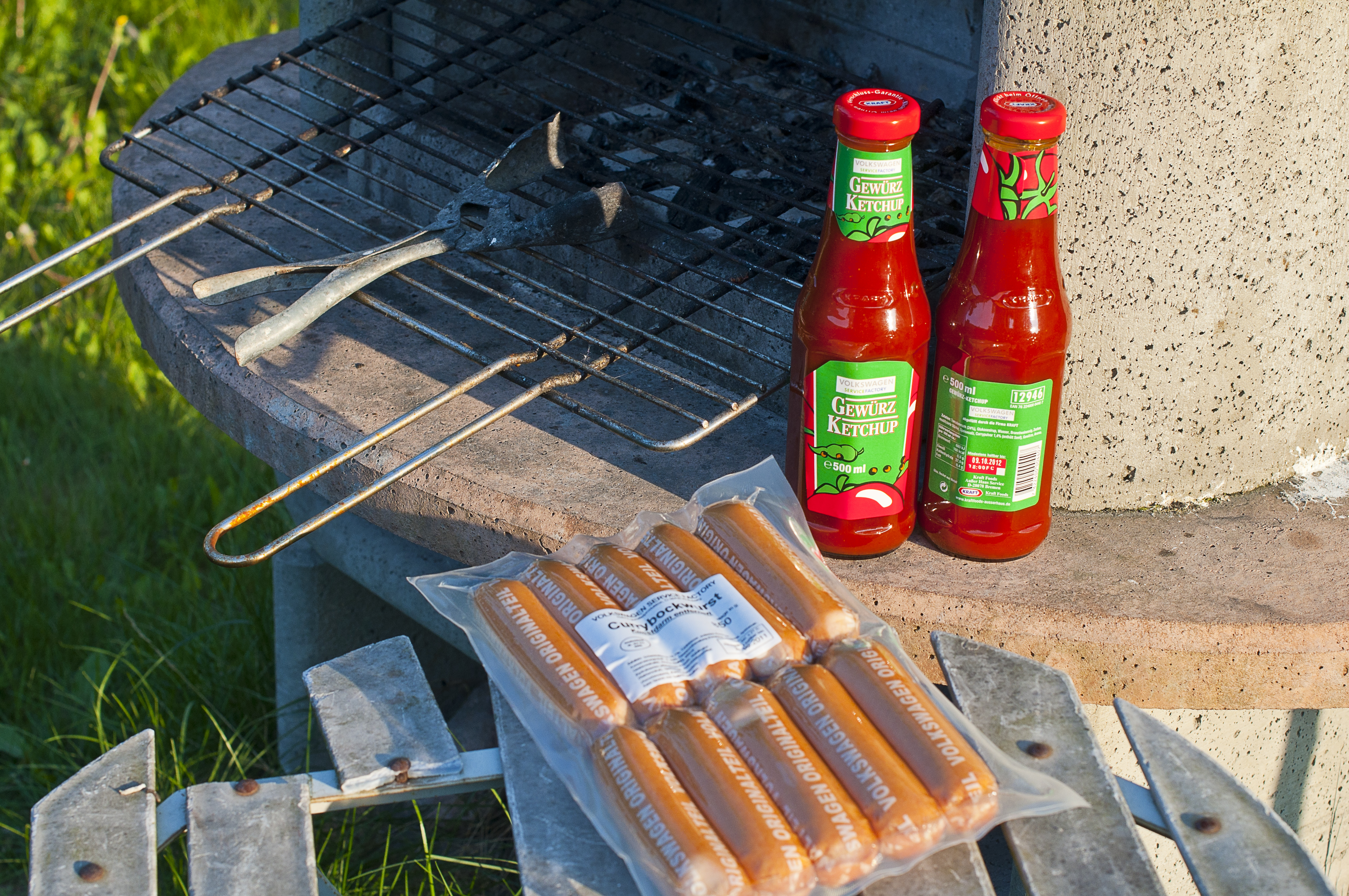
Kiełbaski oraz ketchup marki Volkswagen

- W zakładach produkcyjnych w Wolfsburgu na terenie fabryki umieszczona jest rzeźnia w której produkowane są kiełbaski firmowane logo części zamiennych VW-Originalteil, do których dostępny jest keczup marki Volkswagen. Są one oferowane pracownikom fabryki oraz klientom detalicznym. W 2013 roku powstało ich 7 milionów[15]. We wrześniu 2021 roku firma poinformowała zakończenie sprzedaży produktów mięsnych w pracowniczej stołówce na rzecz produktów wegańskich, wegetariańskich i rybnych[16].
- W 2006 roku do sprzedaży trafiła gitara elektryczna sygnowana nazwą i logiem Volkswagena o nazwie GarageMaster, która dostępna była jako dodatkowe akcesorium kompatybilne z systemem audio w modelach Jetta, Golf czy New Beetle[17].